# 雅科夫·波丘派洛
雅科夫·古里耶维奇·波丘派洛（俄语：Яков Гурьевич Почупайло；1908年10月28日—1992年7月30日）曾任苏联海军上将，第四届俄罗斯苏维埃联邦社会主义共和国最高苏维埃主席团副主席，双红旗波罗的海舰队政治部主任（1958—1972）

## 生平
1908年10月28日生于俄罗斯帝国罗斯托夫州佩斯恰诺科普斯基区安宁斯基村（该村已废除，现属乌克兰顿涅茨克州巴赫穆特区），乌克兰人。1930年参加红海军，1931年加入苏联共产党。1930年10月至1931年1月为红海军士兵，1931年10月至1932年10月任班长，1931年1月至1933年9月于黑海舰队驻扎在奥恰基夫市的一个工兵独立加强连兼任文书工作。1933年9月至1934年10月于费利克斯·埃德蒙多维奇·捷尔任斯基高等海军工程学院军事工业委员会学习，并通过政治工作者准备课程的培训。
1934年10月至1936年4月担任政治指导员，代理轻巡洋舰红色克里米亚号政委一职。1936年4月至12月任巡洋舰旅政治部主任，1936年12月至1937年9月代理巡洋舰红色高加索号政委，直到1939年10月改任轻巡洋舰红色乌克兰号政委，并于次年10月任支队政治宣传部副部长。1940年10月至1941年6月间，在列宁格勒地区的斯特列利纳参加海军高等军事政治课程并毕业。1941年6月参加苏德战争。
1941年6月至7月继续任职政治宣传部副部长；7月至8月改任该支队政治部副部长；8月至10月任黑海舰队西北方向的某支队指挥官。从1941年10月到1942年2月间，担任图阿普谢海军基地政治部门负责人。1942年2月至10月任某鱼雷艇旅政治部主任政委和副指挥官。1942年10月至1947年12月期间，波丘派洛调往太平洋舰队司令部任政治部主任，主管政治的副指挥官，并参加苏日战争。1947年12月至1949年1月完成政治工作人员再培训课程。
1949年5月11日，雅科夫·古尔耶维奇·波丘派洛获得海军少将军衔。1949年1月到1953年5月，他担任了海军第五舰队政治部主任一职。1953年5月至1956年10月曾为太平洋舰队军事委员会委员，并随舰队按照中苏友好同盟互助条约的规定而驻在中国旅顺口地区。1953年2月苏联建军35周年和中苏友好同盟互助条约签订三周年之际，以中华人民共和国中央人民政府人民革命军事委员会主席毛泽东之名授予了波丘派洛同志中苏友谊奖章。其后于1955年2月回国。1956年10月至1957年7月间完成了关于提高政治思想的高等学术课程，毕业于列宁军事政治学院。直到1957年10月改由海军政治部领导。1957年10月至1958年6月期间于海军高等列宁勋章特殊军官训练班学习。
1959年5月25日获得海军中将军衔。从1958年6月到1972年7月担任波罗的海舰队军事委员会委员，政治部主任；并由苏联海军司令部直接领导。1970年4月29日雅科夫·古尔耶维奇·波丘派洛被授予海军上将军衔。1972年7月至1973年1月调往苏联海军司令部。
1973年1月，因健康原因转至预备役。1992年7月30日逝世，被安葬于加里宁格勒米拉大道的老城公墓。其讣告于1992年8月1日和1992年8月6日分别发表于《波罗的海卫报》和俄罗斯国防部官方报纸《红星报》。

## 荣誉

### 苏联勋章奖章
|  | 列宁勋章 两次 （1956年）                     |
|  | 十月革命勋章 1978年                          |
|  | 红旗勋章 两次 (1945年9月7日, 1951)           |
|  | 一级卫国战争勋章 两次 (1944年12月21日, 1985) |
|  | 红星勋章 两次 (1941年9月22日, 1945年4月30日) |
|  | 战功奖章 (1944年11月3日)                     |
|  | 弗拉基米尔·伊里奇·列宁诞辰一百週年纪念奖章   |
|  | 守卫苏联国界有功奖章                         |
|  | 保卫敖德萨奖章                               |
|  | 1941-1945年伟大卫国战争战胜德国奖章          |
|  | 1941-1945年伟大卫国战争胜利二十周年奖章      |
|  | 1941-1945年伟大卫国战争胜利三十周年奖章      |
|  | 1941-1945年伟大卫国战争胜利四十周年奖章      |
|  | 苏联武装力量老兵奖章                         |
|  | 开垦处女地奖章 两次                          |
|  | 苏维埃陆军海军三十周年奖章                   |
|  | 苏联武装力量四十周年奖章                     |
|  | 苏联武装力量五十周年奖章                     |
|  | 苏联武装力量六十周年奖章                     |
|  | 苏联武装力量七十周年奖章                     |

### 外国荣誉
|  | 中苏友谊奖章 (1953年2月)                   |
|  | 东德金级为祖国和人民功勋服役勋章（1976年） |
|  | 东德金级祖国功勋勋章                       |